# 都正街街道
都正街街道，是中华人民共和国湖南省长沙市芙蓉区下辖的一个乡镇级行政单位。

## 行政区划
都正街街道下辖以下地区：
定王台社区、马王街社区和金沙里社区。